# U-Jazz
U-Jazz is een belangenvereniging voor jazzmuziek in Utrecht, die werd opgericht nadat in 2011 het SJU-jazzpodium werd gesloten. In december 2012 werd Festival Jazz als eerste officiële activiteit georganiseerd. U-Jazz heeft geen centrale podiumlocatie, maar organiseert jazzfestivals en -muziek op diverse podia in Utrecht.
Een jaarlijks terugkerend evenement is het UJazz Fest, dat onder anders heeft plaatsvonden in De Helling en TivoliVredenburg.